# Doctor Cecilio Báez
Doctor Cecilio Báez, il cui nome è spesso abbreviato in Cecilio Báez, è un centro abitato del Paraguay, situato nel dipartimento di Caaguazú. Forma uno dei 21 distretti del dipartimento.

## Popolazione
Al censimento del 2002 la località contava una popolazione urbana di 1.862 abitanti (6.173 nel distretto).

## Caratteristiche
Chiamata in passato Ybajhái, Doctor Cecilio Báez è stata elevata alla categoria di distretto nel 1955. Gli abitanti si dedicano prevalentemente all'agricoltura e all'allevamento.